# À la piscine...
À la piscine... est un EP (ou maxi) du groupe français Mickey 3D, sorti en juillet 2001 chez le label Virgin. Il contient deux singles extraits de l'album La Trêve sorti quelques mois plus tôt et trois titres inédits.

## Liste des chansons
1. Jeudi pop pop
2. Tu dis mais ne sais pas
3. La Déconfiture
4. Sous le soleil
5. La Chanson préférée des poissons